# Doris Fisher
Doris Fisher (* 2. Mai 1915 in New York; † 15. Januar 2003 in Los Angeles) war eine US-amerikanische Sängerin und Komponistin.

## Leben
Doris Fisher kam 1915 als Tochter des deutschstämmigen Komponisten und Songschreibers Fred Fisher in New York zur Welt. Angeregt durch ihren Vater schlug Doris Fisher, wie auch ihre jüngeren Brüder Marvin und Dan, eine musikalische Laufbahn ein. Zunächst war sie Sängerin und trat unter anderem mit dem Eddy Duchin Orchestra, dem Count Basie Orchestra und ihrer eigenen Band namens Penny Wise and Her Wise Guys auf. 1938 komponierte sie zusammen mit Slim Gaillard ihren ersten Hitsong Tutti Frutti, der ihr eine Anstellung als Songschreiberin am Broadway für Mike Todds Star and Garter verschaffte. Zwei Jahre später schrieb sie mit ihrem Vater einen weiteren Hit unter dem Titel Whispering Grass. Allein 1944 wurde eine Reihe ihrer Songs von international bekannten Interpreten wie Bing Crosby, The Andrews Sisters, The Mills Brothers, Ella Fitzgerald und Billie Holiday gesungen, weshalb sie zeitweilig den Spitznamen „Queen of the Juke Box“ erhielt.
Im Jahr 1945 unterzeichnete sie in Hollywood einen Vertrag bei Columbia Pictures, wo sie zusammen mit dem Liedtexter Allan Roberts die Songs Amado Mio und Put the Blame on Mame für den Film-noir-Klassiker Gilda (1946) mit Rita Hayworth schrieb. Auch für die berühmten Film noirs Die Lady von Shanghai (1947), erneut mit Hayworth, und Späte Sühne (1947) mit Humphrey Bogart lieferten Fisher und Roberts die Filmsongs.
Nachdem Fisher 1947 den Bauunternehmer Charles Gershenson geheiratet hatte, zog sie sich aus dem Musik- und Filmgeschäft zurück, um die zwei gemeinsamen Kinder, Frederica und Ned, großzuziehen. In den 1950er Jahren begann Fisher, sich für Möbeldesign und Innenarchitektur zu interessieren. Sie war in ihrem neuen Beruf derart erfolgreich, dass sie in der Kennedy-Ära das Weiße Haus einrichten durfte. Nach der Scheidung von Gershenson in den 1960er Jahren kehrte Fisher nach Los Angeles zurück, wo sie Anfang der 1970er Jahre zwei Kochwarengeschäfte eröffnete und damit erneut erfolgreich war. Doris Fisher starb 2003 im Alter von 87 Jahren in Los Angeles.

## Werke (Auswahl)

### Filmografie
- 1946: Gilda

- Put the Blame on Mame
- Amado Mio

- 1946: Sambafieber (The Thrill of Brazil)

- The Custom House
- Man Is Brother to a Mule
- Copa-Cabana
- Thrill of Brazil

- 1947: Späte Sühne (Dead Reckoning)

- Either It’s Love or It Isn’t

- 1947: Eine Göttin auf Erden (Down to Earth)

- Let’s Stay Young Forever
- This Can’t Be Legal
- They Can’t Convince Me
- People Have More Fun Than Anyone

- 1947: Mädchen für Hollywood (Variety Girl)

- Tired

- 1947: Die Lady von Shanghai (The Lady from Shanghai)

- Please Don’t Kiss Me

### Weitere Songs
- Tutti Frutti
- Whispering Grass
- Good, Good, Good
- You Always Hurt the One You Love
- Into Each Life Some Rain Must Fall
- Invitation to the Blues
- That Ole Devil Called Love
- You Can’t See the Sun When You’re Crying